# Адриен I Тьерселен
Адриен Тьерселен, сеньор де Бросс (фр. Adrien Tiercelin; ум. 1548, Блуа) — французский придворный и государственный деятель.

## Биография
Сын Жана Тьерселена, сеньора де Бросса, и Луизы де Лоншан.
Сеньор де Бросс в приходе Люзиль, и де Монзюр. Камергер королей Людовика XII, Франциска I и Генриха II, дворянин Палаты короля (1516), воспитатель дофина Франсуа, сенешаль Понтьё, капитан  и губернатор городов и замков Байё, Аржантан, Лош (1519) и Больё, член Тайного совета, рыцарь ордена короля.
Умер в замке Блуа, погребен в церкви аббатства Фонтен-ле-Бланша.

## Семья
Жена: Жанна де Гурле, дама де Саркюс, дочь Жосса де Гурле, сеньора де Монзюра и Бонны де Саркюс
Дети
- Эмар, сеньор де Бросс
- Адриен II (ум. 1593), сеньор де Бросс
- Шарль, аббат Фонтен-ле-Бланша
- Никола (ум. 1584), аббат Больё. Капеллан Карла IX во время резни святого Варфоломея. Был аббатом Больё в 1576 году, когда в этом аббатстве заключили мирный договор герцог Алансонский и Екатерина Медичи
- Жак (ум. 1578), сеньор де Поссе, баоон де Лаферте. Жена: Шарлотта де Фай, дама де Фрекур, дочь Луи де Фая, сеньора де Фрекура, и Франсуазы де Ангар
- Рене, командир (капитан) гвардейского подразделения
- Филипп, барон де Лаферте, губернатор Амбуаза
- Мадлен, аббатиса Мобюиссона (1574—1594)